# 圣弗洛拉和卢奇拉修院
圣弗洛拉和卢奇拉修院（Badia delle Sante Flora e Lucilla）是意大利托斯卡纳阿雷佐的一座中世纪修道院。
教堂始建于1278年，到1315年，兴建相邻的修道院。1565年瓦萨里进行重建。直到1650年钟楼才得以完成。
堂内有瓦萨里为他的家族设计的祭台（1563），原在他所在的本堂圣马利亚堂，1865年迁移到此。